# 郭尚平
郭尚平（1930年3月17日—），男，祖籍四川隆昌，生于四川荣县，中国石油开发专家，流体力学家和生物力学家，中国科学院院士。率先提出“微观渗流”和“生物渗流”概念和理论，是克拉玛依油田和大庆油田主要的设计者与开发者。

## 生平
1930年生于四川荣县，祖籍隆昌县。1951年毕业于重庆大学矿冶系。1957年获苏联莫斯科石油学院副博士学位。